# Österholmen (sydväst om Strömsö, Raseborg)
Österholmen är en ö i Finland. Den ligger i Finska viken och i kommunen Raseborg i landskapet Nyland, i den södra delen av landet. Ön ligger omkring 72 kilometer väster om Helsingfors.
Öns area är 6,7 hektar och dess största längd är 430 meter i sydväst-nordöstlig riktning. Ön höjer sig omkring 15 meter över havsytan.